# العمرانية (حي)
العمرانية هو أكبر أحياء محافظة الجيزة بجمهورية مصر العربية.تصل مساحته إلى نحو 50 كم²، ويشغل معظم ضواحي ومناطق الهرم، حده الشمالي طريق الملك فيصل، والجنوبي الطريق الدائري والمناطق العامرة جنوبه، والشرقي السكة الحديد، والغربي طريق المريوطية. ويوجد منتصفه العديد من المحلات التجارية.

## شوارع حيّ العمرانية
- شارع أنور السّادات (ترسا) وهو امتداد شارع خاتم المرسلين ويمتد حتى المريوطية، ويضم سوقًا كبيرًا للخزف وآخر للخضروات ونيابة غرب القاهرة العسكرية.
- شارع مستشفى الصدر. هو أشهر شوارع العمرانية علي الإطلاق وهو شارع حيوي يعمل 24 ساعة وبه الكثير من المحلات التجارية الكبيرة مثل محلات الاطعمة والملابس والمقاهي وغيرها وهو مزدحم دائما وهذا الشارع به مستشفى من أكبر وأشهر مستشفيات مصر وهو مستشفى الصدر يقع في أول الشارع.
- شارع التعمير وهو من أكبر وأشهر شوارع العمرانيه وهو متفرع من شارع مستشفى الصدر ويمتد من شارع مستشفى الصدر وينتهى في شارع الثلاثينى.
- شارع عثمان محرم ويعد أيضا من أكبر الشوارع المتفرعه من شارع مستشفى الصدر ويمتد من شارع مستشفى الصدر إلى شارع الثلاثيني.
- شارع العروبة وهو امتداد شارع مستشفى الصدر إلى المريوطية.
- شارع عدوى سليم هو شارع من الشوارع الشهيرة بالعمرانية ويقطن به الكثير من سكانها وتتعدد به العمارات الشاهقة الارتفاع حديثة البناء ويقع بهذا الشارع مساكن القوات المسلحة ويطلق عليها مساكن الضباط.
- شارع الدكتور وهو شارع من الشوارع الشهيرة بالعمرانية حيث يمتد بطول العمرانية الغربية ويصلها بالعمرانية الشرقية وامتداده من ترعه الزمر إلى شارع عثمان محرم بالطالبية ويوجد بمنتصفه تحويله تربطه بالطريق الدائرى.
- شارع اليابان هو شارع شهير بالعمرانية يقع حيث تقع به أكاديمية الفنون وهو يؤدي الي شارع الهرم.
- شارع البلاستيك وهو أحد الشوارع الرئيسية بالعمرانية.
- شارع عثمان محرم ومنطقة الطالبية وهي منطقة مكتظة بالسكان وتقع في قلب حي العمرانية.
- شارع عز الدين عمر ويمتد بين شارع الهرم وشارع العروبة.
- شارع المحولات ويمتد بين شارع الهرم وشارع العروبة.
- شارع خاتم المرسلين وهو يمتد من شارع ترعة الزمر إلى الطالبية وسمى على اسم مسجد خاتم المرسلين أكبر مسجد في العمرانية.